# Communications of the ACM
Communications of the ACM (CACM) ist eine Fachzeitschrift, die von der Association for Computing Machinery herausgegeben wird. Sie erscheint monatlich seit 1958. Ihr Bezug ist für Mitglieder der ACM im Mitgliedsbeitrag enthalten. Neben regelmäßigen Kolumnen über aktuelle Entwicklungen in verschiedenen Bereichen der Informatik enthält sie auch Fachaufsätze, die einem Peer-Review unterliegen. Oft sind einzelne Hefte einem bestimmten Schwerpunktthema gewidmet.
Laut Institute for Scientific Information zählt sie zu den zehn meistzitierten Zeitschriften in den Bereichen Hardwarearchitektur und Softwaretechnik. Für Abonnenten sind alle bisher erschienenen Ausgaben auch als elektronische Zeitschrift verfügbar.
Ab 1960 veröffentlichte die CACM auch Algorithmen in der Programmiersprache ALGOL. Die Sammlung von Algorithmen wurde später als Collected Algorithms of the ACM bekannt.